# خرطوشة روم
خرطوشة روم (بالإنجليزية: ROM cartridge)‏ هي العلبة القابلة للإزالة التي تحتوي على ذاكرة للقراءة فقط صممت لكي تكون متصلة بالأجهزة الالكترونية الاستهلاكية مثل جهاز الكمبيوتر المنزلي وأجهزة ألعاب الفيديو. يمكن استخدامها لتحميل ألعاب الفيديو وتطبيقات أخرى.

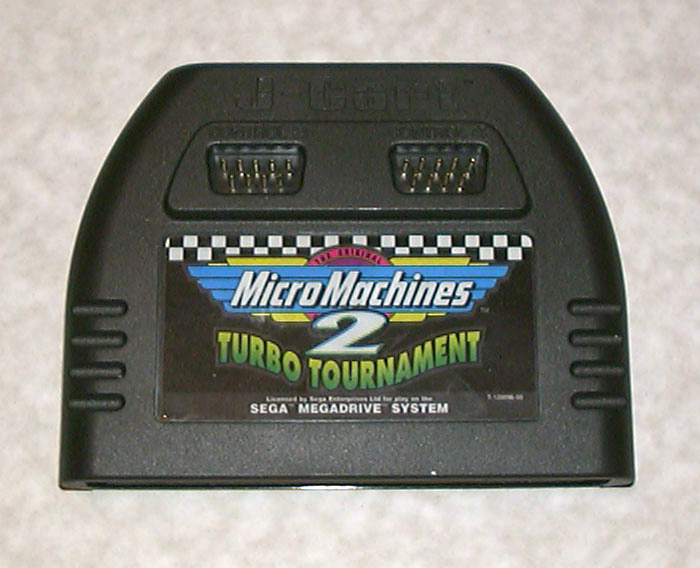
إحدى الخرطوشات التي تعمل لنظام سيجا ماستر سيستم لإدخال يد التحكم
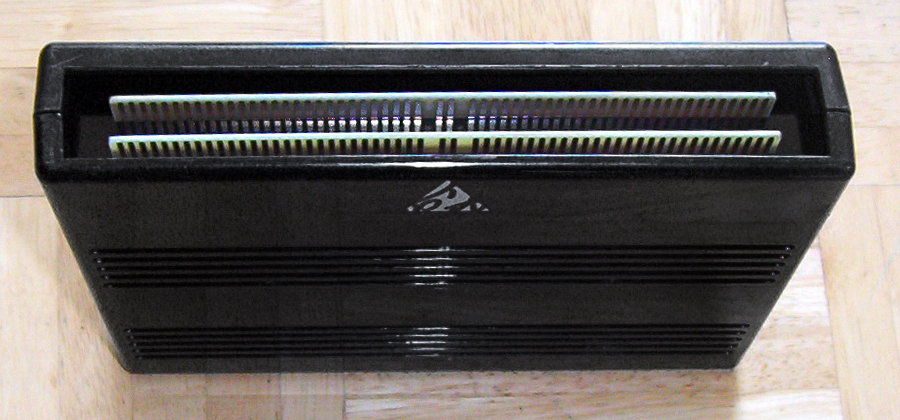
خرطوشة لجهاز نيو جيو

## وصلة خارجية
- History of Home Video Games في أرشيف الإنترنت(أرشفت في  أكتوبر 27, 2007)